# Summertime Blues
"Summertime Blues" é uma canção gravada pelo cantor de rockabilly Eddie Cochran em 1958, um dos grandes sucessos daquele ano. Sua letra sobre as atribulações da vida adolescente nos Estados Unidos.
Foi composta no fim da década de 1950 por Cochran e seu empresário, Jerry Capehart. Originalmente um lado B, chegou à oitava posição na parada Billboard Hot 100, da revista americana Billboard, em 29 de setembro de 1950, e à 18ª no UK Singles Chart. As palmas da gravação original são de Sharon Sheeley, e os vocais graves ao fim de cada verso são do próprio Cochran. A bateria é de Earl Palmer.
A canção foi utilizada no filme Caddyshack, de 1980. Em março de 2005 a revista Q a classificou no 77º lugar na sua lista 100 Greatest Guitar Tracks, e a revista Rolling Stone a colocou em 73ª posição na sua lista de 500 maiores canções de todos os tempos.
Parte de sua letra fala da controvérsia em torno da idade eleitoral, que na época era de 21 anos. Estes protestos eventualmente levariam à 26ª Emenda à Constituição dos Estados Unidos, que abaixou esta idade para 18 anos.
A canção foi regravada por diversos outros artistas; entre as versões mais célebres estão as das bandas americanas Blue Cheer, Stray Cats, Beach Boys, Rush e a do grupo inglês The Who.